# Біргітта Гедін
Біргі́тта Геді́н (швед. Birgitta Gedin, 1 січня 1929, Стокгольм — 31 січня 2024) — шведська прозаїк, перекладач, поетеса. Відома передусім як авторка книжок для дітей. Член Асоціації письменників Швеції.

## Біографія
Біргітта Атмер народилася 1929 року в сім'ї юриста Атмера. У 1948-му закінчила стокгольмську школу для дівчат «Nya Elementar». 1952 року здобула ступінь бакалавра в галузях соціології, психології й історії мистецтва. Біргітта відзначалася активною громадянською позицією. У 1979 році вона відвідала Москву у складі делегації шведських письменників Яна Мюрдаля, Маґнуса Лундґрена, Ганса Б'єркеґрена і Яна Естерґрена, що мала на меті зустрітися з їхніми радянськими колегами й переконати їх виступити проти введення військ в Афганістан, а також проти арешту Вацлава Гавела. Це підтверджує також книжка Біргітти Гедін «Чинуша на груші», в якій діти рятують старе грушеве дерево від чиновників, що розпорядилися його спиляти.
З 1954 по 1983 рік письменниця була в шлюбі з видавцем і письменником Пером Гедіном (швед. Per Gedin, * 1928), власником видавництва «Gedins Förlag». Їхній син Андреас Гедін (Andreas Gedin, * 1958) — письменник і художник. Працює також у видавничій справі. Зокрема, він ілюстрував материну книжку «Синє око, кошаче золото і шовковий хвіст». Твори Біргітти Гедін перекладено англійською, нідерландською, іспанською, німецькою, російською, норвезькою, данською, чеською, фінською та французькою мовами. Сама письменниця перекладає твори російської літератури для дітей.

## Оригінальні твори
- 1969 — «Jättegrytans hemlighet» / «Таємниця величезного глечика»
- 1969 — Kalle går ut / «Калле виходить»
- 1973 — «Vi bor i samme hus» / «Ми живемо в одному домі»
- 1973 — Lustöra och Hassel / «Підслухайко і Горішник»
- 1977 — «Kalle, sov gott!» / «На добраніч, Калле!»
- 1978 — «Amalia Brus på Vindarö» / «Амалія Брус на Острові Вітрів»
- 1979 — «En domdör i päronträdet» / «Чинуша на груші»
- 1979 — «Amalia Brus i Storstad» / «Амалія Брус і Великому Місті»
- 1980 — «Lustöra: en kaninroman» / «Підслухайко: оповідь про кролика»
- 1980 — Kalle och Ada / «Калле і Ада»
- 1983 — Kalles nya vän / «Нові друзі Калле»
- 1983 — «Amalia Brus kan segla med en särk» / «Амалія Брус може плавати під вітрилом із сорочки»
- 1988 — «Det lilla huset från havet» / «Будиночок із моря»
- 1988 — «Blåtira, kattguld och sidensvans» / «Синє око, кошаче золото і шовковий хвіст»
- 1990 — «Skruttan» / «Скруттан»
- 1991 — «Skruttan stjärnpilot» / «Скруттан — зоряний пілот»
- 1992 — Nora och Pim / «Нора і Пім»

## Переклади
- 1974 — «Korpen Kraxa — Folksagor från Sibirien» / «Крук Каркайло. Сибірські народні казки». Переклад з російської
- 1976 — «Den stulna solen och andra sagor på vers» / «Украдене сонце та інші віршовані казки». Корній Чуковський. Переклад з російської
- 1977 — «Räven och haren» / «Лисиця і заєць». Юрій Васнецов. Переклад з російської
- 1978 — «Krukhuset» / «Горщик». Олексій Толстой. Переклад з російської